# Gouverneurs des Îles-sous-le-Vent britanniques
Le gouverneur en chef ((en) : Governor-in-chief) des Îles-sous-le-Vent britanniques est également vice-roi britannique des Îles-sous-le-Vent. Il est nommé par le Colonial Office.
La colonie des Îles-sous-le-Vent est créée en 1671 et se compose des Îles Vierges britanniques (de 1672 à 1956), de Saint-Christophe, de Niévès, d'Anguilla, d'Antigua, de Barbuda, de  Montserrat et de la Dominique (jusqu'en 1940). En 1816, la colonie britannique des Îles-sous-le-Vent est dissoute, puis reformée en 1833 avec le gouverneur d'Antigua agissant comme gouverneur de la colonie. En 1960, la colonie est de nouveau dissoute avec la création de la Fédération des Indes occidentales.

## Liste des gouverneurs des Îles-sous-le-Vent

### Gouverneurs de 1671 à 1816
| Début | Fin  | Identité                            |
| ----- | ---- | ----------------------------------- |
| 1671  | 1686 | Christopher Codrington, Sr.         |
| 1686  | 1689 | Sir Nathaniel Johnson               |
| 1689  | 1699 | Christopher Codrington, Sr.         |
| 1699  | 1704 | Christopher Codrington, Jr.         |
| 1704  | 1704 | John Johnson (première fois)        |
| 1704  | 1704 | Sir William Mathew                  |
| 1704  | 1706 | John Johnson (seconde fois)         |
| 1706  | 1710 | Daniel Parke                        |
| 1710  | 1711 | Walter Hamilton (première fois)     |
| 1711  | 1714 | Walter Douglas                      |
| 1714  | 1715 | William Mathew, Jr. (première fois) |
| 1715  | 1721 | Walter Hamilton (seconde fois)      |
| 1721  | 1728 | John Hart                           |
| 1728  | 1729 | Sir Thomas Pitt                     |
| 1729  | 1729 | William Cosby (intérim)             |
| 1729  | 1752 | William Mathew, Jr. (seconde fois)  |
| 1753  | 1766 | Sir George Thomas                   |
| 1766  | 1768 | James Vercild                       |
| 1768  | 1771 | William Woodley (première fois)     |
| 1771  | 1776 | Sir Ralph Payne (première fois)     |
| 1776  | 1781 | William Mathew Burt                 |
| 1781  | 1788 | Sir Thomas Shirley (première fois)  |
| 1788  | 1790 | John Nugent                         |
| 1790  | 1791 | Sir Thomas Shirley (seconde fois)   |
| 1791  | 1793 | William Woodley (seconde fois)      |
| 1795  | 1799 | Charles Leigh                       |
| 1799  | 1807 | Sir Ralph Payne (seconde fois)      |
| 1808  | 1814 | Hugh Elliot                         |
| 1814  | 1816 | Sir James Leith                     |

En 1816, la colonie est dissoute.

### Gouverneurs de 1871 à 1958
En 1833, la colonie est reformée. De 1833 jusqu'en 1871, le gouverneur d'Antigua a exercé les fonctions de gouverneur des îles-sous-le-Vent
| Début | Fin  | Identité                                   |
| ----- | ---- | ------------------------------------------ |
| 1871  | 1873 | Sir Benjamin Chilley Campbell Pine         |
| 1873  | 1874 | Sir Henry Turner Irving                    |
| 1875  | 1881 | Sir George Berkeley                        |
| 1881  | 1881 | H. J. B. Bufford-Hancock (intérim)         |
| 1881  | 1884 | Sir John Hawley Glover                     |
| 1884  | 1885 | Sir Charles Cameron Lees                   |
| 1885  | 1885 | Charles Monroe Eldridge                    |
| 1885  | 1888 | Jenico Preston, Vicomte Gormanston         |
| 1888  | 1888 | Sir Charles Bullen Hugh Mitchell (intérim) |
| 1888  | 1895 | Sir William Frederick Haynes Smith         |
| 1895  | 1901 | Sir Francis Fleming                        |
| 1901  | 1902 | Sir Henry Moore Jackson                    |
| 1902  | 1904 | Sir Gerald Strickland                      |
| 1904  | 1905 | Sir Clement Courtenay Knollys              |
| 1906  | 1912 | Sir Ernest Bickham Sweet-Escott            |
| 1912  | 1916 | Sir Henry Hesketh Joudou Bell              |
| 1916  | 1921 | Sir Edward Marsh Merewether                |
| 1921  | 1929 | Sir Eustace Twisleton-Wykeham-Fiennes      |
| 1929  | 1936 | Sir Thomas Reginald St. Johnston           |
| 1936  | 1941 | Sir Gordon James Lethem                    |
| 1941  | 1943 | Sir Douglas James Jardine                  |
| 1943  | 1947 | Sir Leslie Brian Freeston                  |
| 1947  | 1948 | W. R. Macnie (intérim)                     |
| 1948  | 1950 | Oliver Baldwin                             |
| 1950  | 1956 | Sir Kenneth Blackburne                     |
| 1956  | 1958 | Sir Alexander Thomas Williams              |